# マッキアゴーデナ
マッキアゴーデナ（イタリア語: Macchiagodena）は、イタリア共和国モリーゼ州イゼルニア県にある、人口約1,800人の基礎自治体（コムーネ）。

## 地理

### 位置・広がり

#### 隣接コムーネ
隣接するコムーネは以下の通り。括弧内のCBはカンポバッソ県所属を示す。
- ボヤーノ (CB)
- カンタルーポ・ネル・サンニオ
- カルピノーネ
- フロゾローネ
- サン・マッシモ (CB)
- サンテーレナ・サンニータ
- サンタ・マリーア・デル・モリーゼ

## 行政

### 分離集落
マッキアゴーデナには、以下の分離集落（フラツィオーネ）がある。
- Incoronata, Caporio, Santa Maria in Pantano, Santa Iusta, Terriaca